# Пайер, Юлиус
Ю́лиус Иога́ннес Людо́викус фон Па́йер (нем. Julius Johannes Ludovicus von Payer; 2 сентября 1841, Шёнау, Богемия — 29 августа 1915, Фельдес, Герцогство Крайна) — австро-венгерский исследователь Арктики, художник, писатель

, альпинист.
Участник Второй германской арктической экспедиции Карла Кольдевея (1869—1870). Руководитель (вместе с Карлом Вайпрехтом) Австро-Венгерской полярной экспедиции (1872—1874), в ходе которой была открыта Земля Франца-Иосифа. Автор ряда художественных произведений, преимущественно, полярной тематики.

## Ранние годы
Родился 2 сентября 1841 года в Богемии в семье отставного офицера австрийской армии Франца Антона Рудольфа Пайера и его супруги Блондины Франциски (чеш. Blandine Francisca). Отец умер, когда Юлиусу было всего 14 лет, но не без его влияния он решил избрать для себя военную карьеру. В 1852 году он начал учиться в кадетской школе в Лобзуве неподалёку от Кракова. По её окончании в 1856 году продолжил учёбу в Терезианской военной академии, из которой выпустился в 1859 году в чине унтер-лейтенанта 2-го класса и был распределён на службу в 36-й пехотный полк в Вероне на севере Италии. В том же году 17-летний Юлиус Пайер принял участие в битве при Сольферино — крупнейшем сражении Австро-итало-французской войны, произошедшем 24 июня 1859 года между объединёнными войсками Франции и Сардинского королевства против австрийской армии.
Вплоть до 1862 года Пайер служил в гарнизоне Вероны. С 1863 года преподавал историю в кадетской школе в Айзенштадте, однако за «независимость суждений» в том же году был переведён в Венецию. Годом позже ему было присвоено звание унтер-лейтенанта 1-го класса, а два года спустя он отличился в битве при Кустоце (Австро-прусско-итальянская война 1866 года). За проявленную храбрость был награждён Крестом «За военные заслуги» и повышен в воинском звании до обер-лейтенанта (чеш. надпоручика).
Ещё во время службы в Вероне Пайер полюбил горы. «Три года я смотрел из веронской долины на горные цепи Альп. Исследовать их я посчитал целью своей жизни». С 1864 по 1868 год он совершил 118 задокументированных восхождений на альпийские вершины (26 пиков в массиве Адамелло-Презанелла и 92 пика в Ортлерских Альпах), многие из которых были совершены впервые. В ходе восхождений им была осуществлена детальная топосъёмка этих регионов, он заработал репутацию отличного картографа, альпиниста и эксперта по Альпам, которая не осталась незамеченной. В 1868 году Пайер был переведён в Военно-географический институт в Вене, работая в котором мог заниматься картографированием Альп на профессиональной основе — с использованием значительно более совершенных измерительных приборов, нежели имевшихся у него до этого.

## Полярные экспедиции

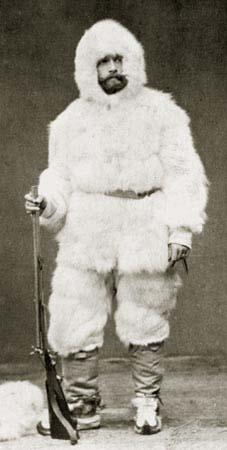
Юлиус Пайер

### Вторая германская полярная экспедиция
Целеустремлённость и способности молодого лейтенанта не остались также незамеченными со стороны научного сообщества. Осенью 1868 года немецкий картограф и географ Август Петерман предложил Пайеру должность топографа в планировавшейся второй немецкой полярной экспедиции к восточным берегам Гренландии под руководством Карла Кольдевея, на что Юлиус дал своё согласие. Суть предположений Петермана, и, как следствие, организованных в их подтверждение немецких арктических экспедиций, а также более поздних, состояла в том, что Гольфстрим несёт тёплые воды далеко на север, вследствие чего даже в приполярных областях, возможно, существуют значительные области незамерзающего океана.
15 июня 1869 года экспедиция вышла из Бремерхафена на двух судах — «Hansa» и «Germania». В районе острова Ян-Майен в условиях плохой погоды суда разошлись, и до конца следующего года их экипажам было неизвестно друг о друге. «Germania», на которой находился Пайер, достигла восточного берега Гренландии, прошла вдоль её побережья до широты 75°30' на 17-м меридиане, и с началом зимы встала на якорь в Germania Harbor у острова Сабин.

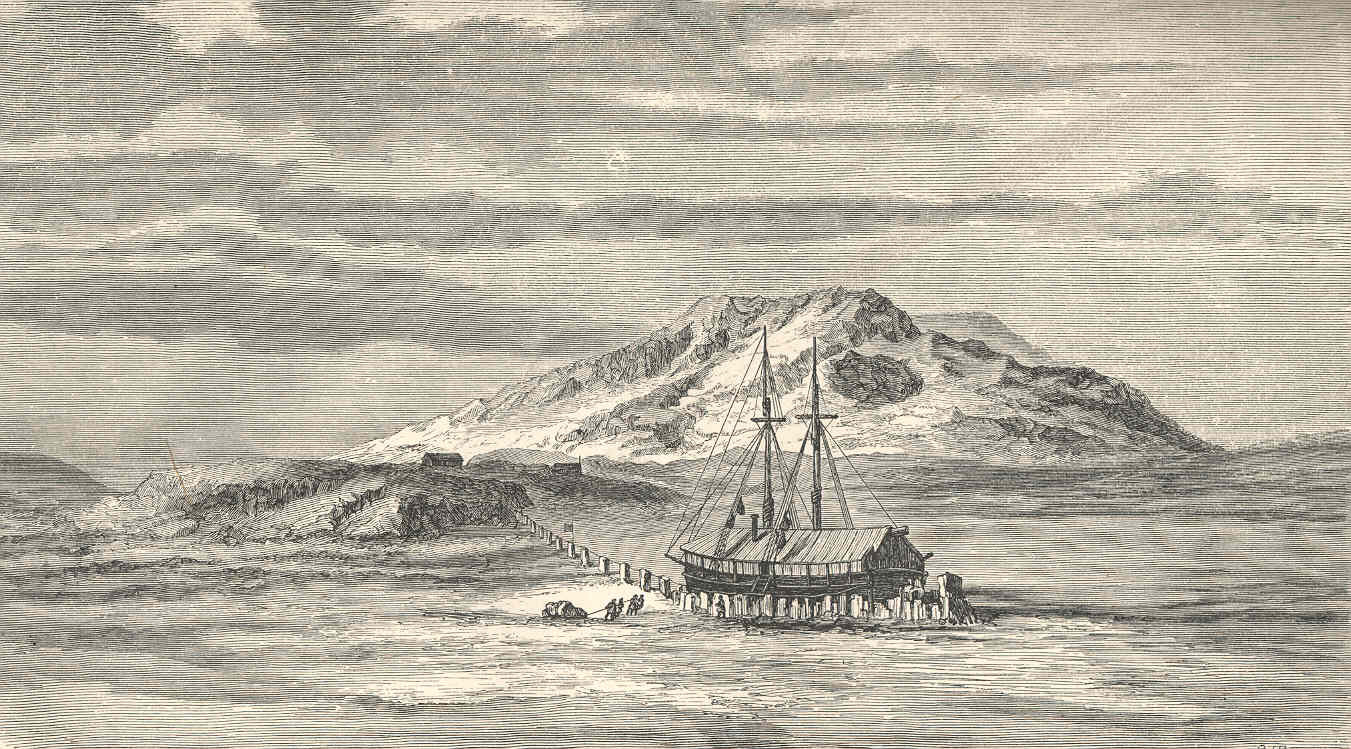
«Germania» у острова Сабин

В течение весны-лета 1870 года Пайер совершил четыре санных похода, в ходе которых им вместе с Кольдевеем 15 апреля 1870 года была достигнута широта 77°1' — тогда самая северная широта на восточном побережье Гренландии, открыт Кайзер-Франц-Иосиф-Фьорд (03.08.1870), а также совершено первое восхождение на вершину ~2200 метров, позже названную Пайершпитце.
«Germania» благополучно вернулась на родину 11 сентября 1870 года. За достигнутые в ходе экспедиции результаты 29 ноября 1870 года Пайер был награждён императором Францем Иосифом орденом Железной короны 3-го класса. 2 января 1872 года он стал рыцарем ордена Леопольда, 6 апреля — кавалером ордена Короны Италии (Италия) и рыцарем ордена Белого сокола 2-й степени (Саксен-Веймар), а 19 августа получил орден Красного орла 4-го класса (Пруссия).

### Австро-Венгерская полярная экспедиция

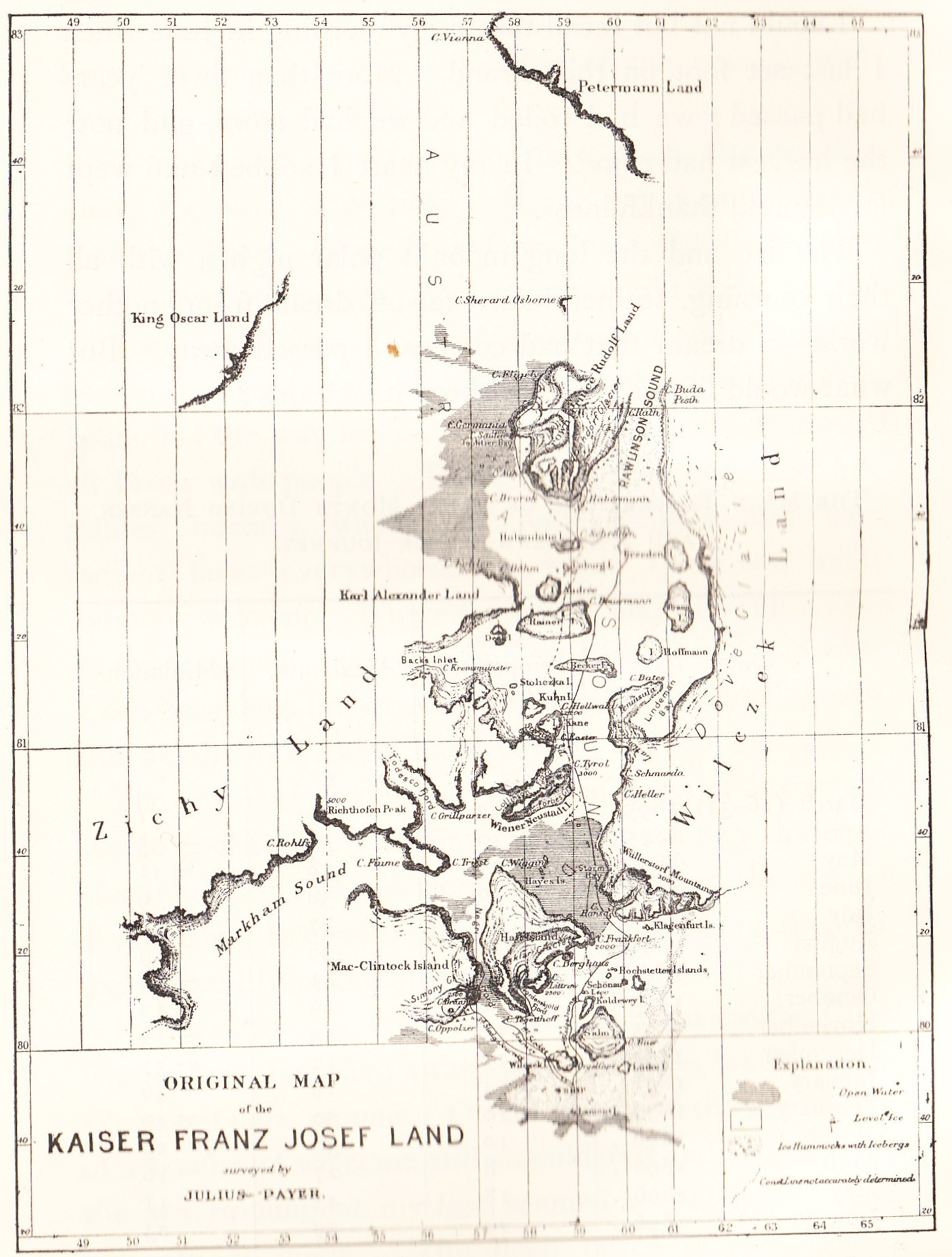
Карта Земли Франца-Иосифа, составленная Ю. Пайером

Обе немецкие экспедиции Кольдевея доказали, что предполагаемого «термометрического шлюза» Петермана или не существует, или его следует искать в другом месте, возможно значительно восточнее Гренландии. В дальнейших поисках подтверждения предположений немецкого географа — есть ли свободные ото льда участки в полярных морях, ведущие к сибирским берегам, в 1871 году Пайер вместе с Карлом Вайпрехтом, — капитан-лейтенантом военно-морских сил Австро-Венгрии, совершил непродолжительную экспедицию к берегам Новой Земли и Шпицбергена, которая носила подготовительный характер перед более масштабной австрийской полярной экспедицией, которая стартовала в начале лета 1872 года.
Её основной задачей являлся поиск северо-восточного прохода, в соответствии с теорией Петермана возможно севернее уже разведанных морских путей. 13 июня экспедиционное судно «Адмирал Тегетгофф» вышло из Бремерхафена. Вайпрехт командовал «морской» частью экспедиции, Пайер «сухопутной». 21 августа на 76° 22' СШ, 62°03' ВД «Тегетгофф» попал в ледовый плен и последующие 11 месяцев дрейфовал — поначалу к северу от Новой Земли, а затем к западу. 30 августа 1873 года судно оказалось в пределах видимости берегов неизвестной земли, которая была названа в честь австрийского императора Франца Иосифа I. 1 ноября Пайер достиг ближайшего острова, который получил имя основного спонсора экспедиции Иоганна Вильчека: «1 ноября утром мы стояли и смотрели на землю, видневшуюся в тумане.<> Полные дикого возбуждения, мы стремительно карабкались и перепрыгивали через ледяные валы. <> Через эту равнину бежали мы со всех ног по направлению к близкой земле. Когда же наконец достигли её и стали на твёрдый грунт, нам показалось, что это рай земной, хотя в действительности здесь ничего, кроме снега, скал и смёрзшихся камней не было». Последующие санные походы были им предприняты весной 1874 года. 10—15 марта он совершил вылазку к южному берегу острова Холла. 26 марта отправился в новый санный поход — по покрытому льдом Австрийскому проливу вместе с семью членами экипажа и тремя собаками 12 апреля он достиг мыса Флигели — северной оконечности острова Рудольфа (82° 05' СШ). Из-за особенностей преломления света в это время года, Пайер утверждал, что с этой точки наблюдал землю к северу и северо-западу. Предположив, что это могут быть острова или даже обширные массивы, простирающиеся к Северному полюсу, он назвал их, соответственно, «Землёй Петермана» и «Землёй Короля Оскара».
29 апреля — 3 мая он сделал ещё одну короткую вылазку — на этот раз к острову Мак-Клинтока, названный Пайером в честь ирландского исследователя Арктики Фрэнсиса Мак-Клинтока.
Острову Гофмана Пайер дал название в честь русского исследователя Эрнста Гофмана.
20 мая из-за объективной опасности, что экспедиционное судно так и не освободится от ледовых оков, а экипаж не переживёт ещё одну зимовку, по решению Вайпрехта команда покинула «Тегетгофф» и взяла курс на Новую Землю, которой достигла спустя три месяца тяжёлого пеше-шлюпочного перехода. 24 августа по счастливому стечению обстоятельств австрийцы в заливе Дунина повстречали две русские промысловые шхуны, и 3 сентября были доставлены в норвежский Вардё, откуда вернулись на родину, где были встречены со всевозможными почестями. 14 (22) сентября 1874 года Пайер стал почётным гражданином Шёнау (Теплице). 20 сентября он был награждён Императорским орденом Леопольда с рыцарским крестом. 19 сентября был возведён в звание рыцаря ордена Полярной звезды (Швеция), а 19 ноября получил орден Святых Маврикия и Лазаря от короля Виктора Эммануила II (Италия). 9 января 1875 года Пайер был удостоен ордена Белого сокола 1-й степени (рыцарь), а 10 апреля ордена Красного орла 3-го класса. В том же году за «исследования и открытия в полярных регионах» Пайер получил золотую медаль Королевского географического общества (Медаль покровителей). 24 октября 1876 года он был причислен к австрийскому дворянству с правом на приставку «фон» к фамилии. 29 декабря 1876 года Пайер стал кавалером ордена Почётного легиона (Франция), а 31 октября 1898 года — командором ордена Святого Олафа 2-го класса (Норвегия). Также он был награждён орденом Башни и меча (Португалия).
Одним из основных результатов работы экспедиции стала составленная Ю. Пайером первая карта Земли Франца-Иосифа, но, как показали последующие изыскания, она оказалась не точна, что объясняется крайне ограниченными временными и техническими возможностями, которыми располагал исследователь.

## Последующие годы жизни

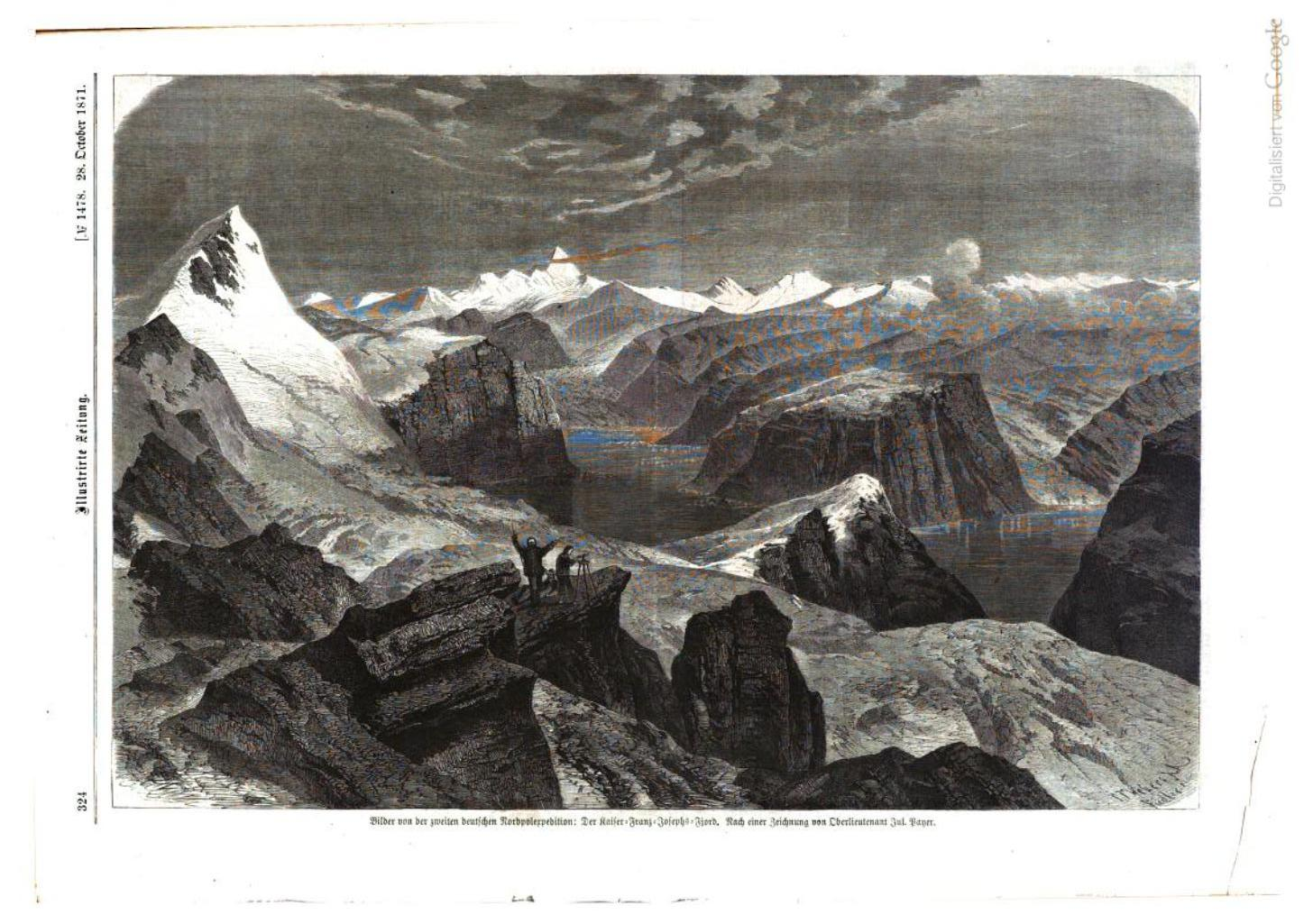
Одна из иллюстраций к книге Пайера: Ледник Кайзер-Франц-Иосиф

В том же 1874 году Пайер подал в отставку (предположительно из-за скептического отношения к результатам совершённых им открытий в военных кругах), которая была принята в декабре. Последующие несколько лет он полностью посвятил своё время обработке экспедиционных материалов, которые были опубликованы в его фундаментальной работе «Die österreichisch-ungarische Nordpol-Expedition, in den Jahren 1872—1874: nebst einer Skizze der zweiten deutschen Nordpol-Expedition 1869—1870 und der Polar-Expedition von 1871». Она вышла в 1876 году тиражом 60 000 экземпляров и содержала 3 карты и 146 иллюстраций, многие из которых были сделаны Пайером во время санных походов и часто в экстремальных условиях. На русском языке частичный перевод книги был опубликован в 1935 году издательством Главсевморпути под названием «725 дней во льдах Арктики».
Работа над книгой, особенно в её иллюстративной части, не исключено, стала одним из решающих факторов, повлиявших на дальнейший выбор жизненного пути фон Пайера. Он посвятил все последующие годы жизни живописи. В 1877 году Юлиус переехал во Франкфурт-на-Майне, где два года проучился в Институте Штеделя. С 1880 по 1882 годы он продолжил учёбу в Мюнхенской академии художеств, и тогда же начал работать над серией картин, посвящённых трагической арктической экспедиции Джона Франклина 1845—1847 годов. Первая работа цикла — «Залив смерти» (1883), демонстрировалась в галереях многих европейских столиц и позже была продана в США. В 1883 году Пайер переехал в Париж, где им были написаны другие работы цикла: «Смерть Франклина», «Покидая корабль», «Проповедь на снегу» (чеш. Franklinova smrt, Opuštění lodi, Bohoslužba na sněhu; англ. The Death of Sir John Franklin, Abandoning the Vessels, The Bible Reading). Эти картины полярной тематики были отмечены различными художественными наградами и с успехом экспонировались на многих престижных европейских выставках. 

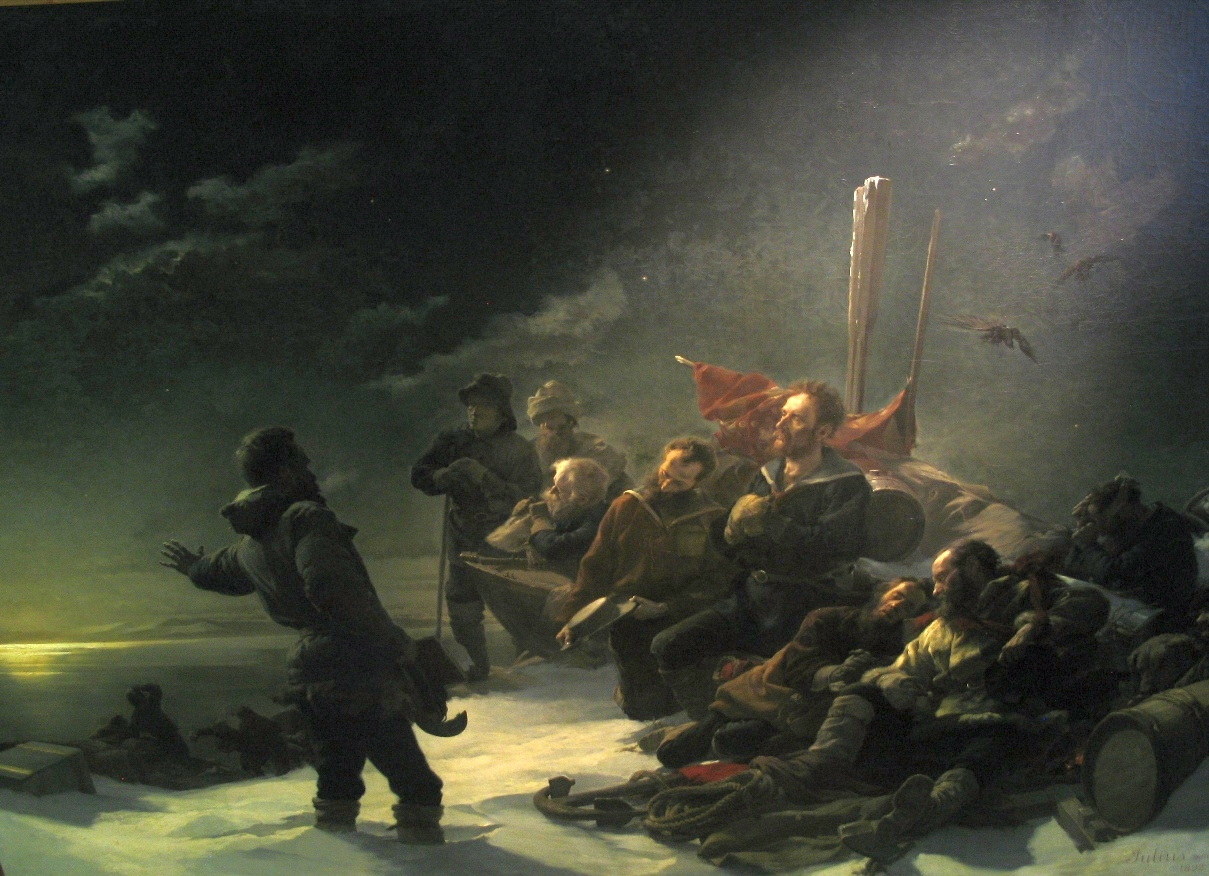
Юлиус фон Пайер «Ни шагу назад» (Nie zurück!)

Несмотря на творческие успехи, в 1880-х у Пайера начались проблемы со здоровьем и в личной жизни. В 1890 году он, оставив семью в Париже, перебрался навсегда в Вену, где открыл собственную художественную школу для девочек. В 1892 году им по заказу императора Франца Иосифа была написана картина, позже ставшая самой известной из его работ: «Nie zurück!» (англ. No Return!, досл. Ни шагу назад, Ни за что обратно!, Назад — никогда!). На картине изображена сцена возвращения экспедиции Вайпрехта-Пайера к Новой Земле летом 1874 года (в настоящее время экспонируется в Венском военно-историческом музее).
Ещё одно полотно на полярную тему было написано Пайером по заказу графа Вильчека для украшения графской библиотеки в замке Зебарн возле Корнойбурга.
Помимо «монументальных» работ, он был автором многочисленных рисунков и набросков, которые хранятся в различных государственных и частных коллекциях, в том числе в Теплице и Праге.
В 1895 году фон Пайер составил план новой австрийской экспедицию в Арктику (к восточным берегам Гренландии), в которой видел себя уже в качестве художника, но его идея не нашла, в первую очередь, финансовой поддержки. В 1899 году состарившемуся исследователю была назначена ежегодная пенсия, эквивалентная четырёмстам австрийским гульденам. В мае 1912 года он перенёс инсульт, после которого оказался частично парализован и потерял речь. Умер 29 августа 1915 года в Фельдесе и 4 сентября был похоронен на Венском центральном кладбище.

## Личная жизнь
В 1877 году Юлиус фон Пайер женился на Фанни Канн — бывшей жене состоятельного банкира. В браке родилось двое детей — Юлиус и Алиса. В 1890 году брак распался, и до конца жизни ни с кем из членов своей семьи Пайер не виделся, но долгое время поддерживал контакт с детьми.

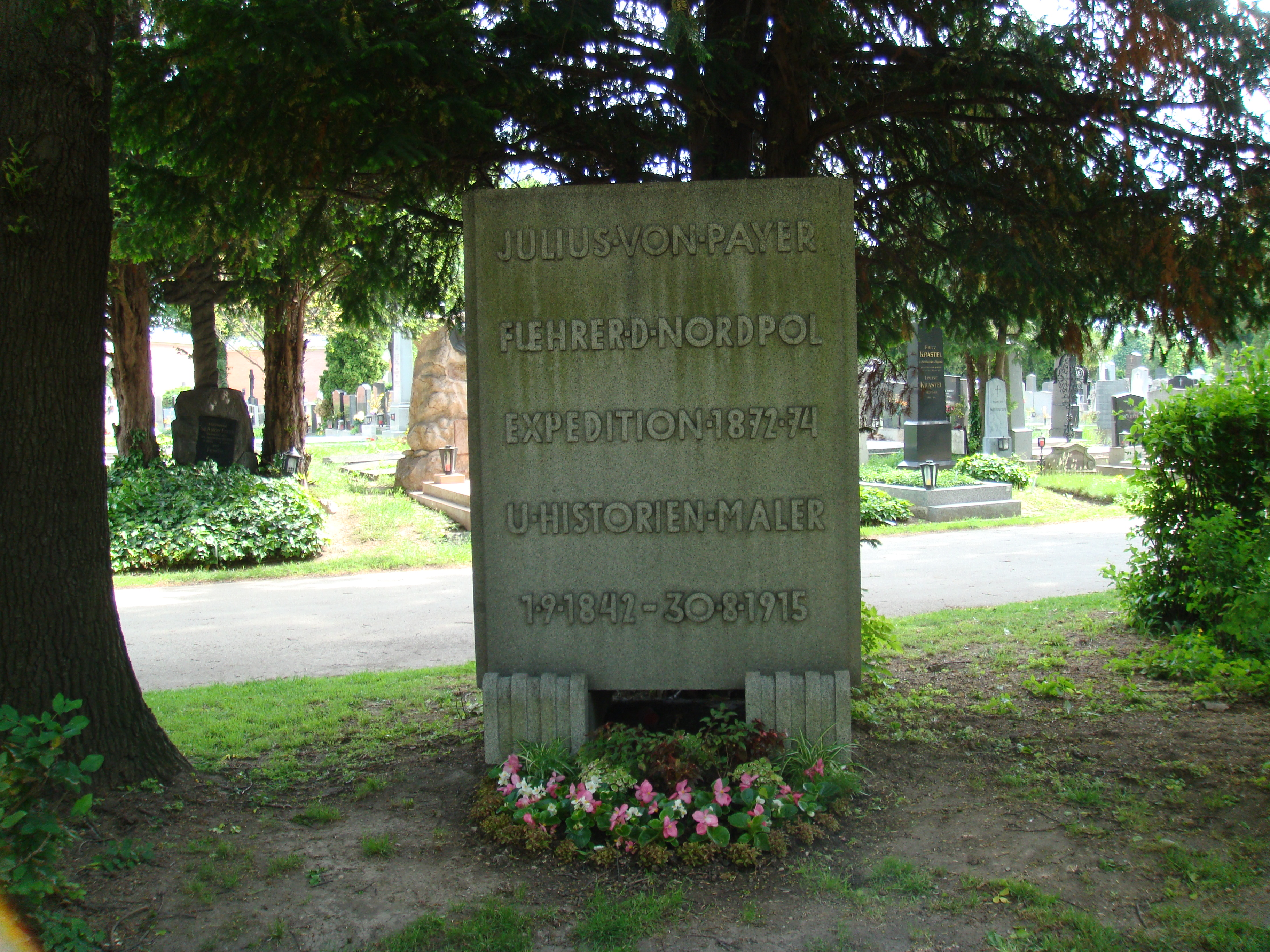
Могила Пайера на Центральном кладбище Вены

## Память
В честь Юлиуса фон Пайера названы многие географические объекты, а также места регионального значения (улицы, отель в Теплице, горный приют и др.):
- Остров Пайера — остров архипелага Земля Франца-Иосифа;
- Пик Пайера[англ.] — Земля Короля Кристиана X[англ.] в Гренландии;
- Хребет Пайера[англ.] — Земля Королевы Мод;
- Мыс Пайер — северное побережье Гренландии в море Линкольна;
- Мыс Пайер — восточное побережье о. Западный Шпицберген;
- Ледник Пайера — Земля Александры;
- Бухта на острове Пим — пролив Смита.